# Оккупация Франции (1815—1818)
Оккупация Франции — оккупация части территории Французского королевства государствами союзниками по Антинаполеоновской коалиции после победы над Наполеоном и ликвидации Французской империи, в 1815—1818 годах.
В оккупации Франции принимали участие: Великобритания, Пруссия, Россия, Австрия, Дания, а также небольшие германские государства. Оккупационный режим был создан по решению Парижского договора 1815 года. Оккупация завершилась в 1818 году по решению Ахенского конгресса.

## Режим оккупации
На Францию была наложена контрибуция в 700 млн. франков, которую она должна была уплатить в пятилетний срок; до уплаты она должна была согласиться на оккупацию части её территории армией союзников в 150 тыс. человек, содержание которой было возложено на неё же. Все произведения искусств и литературы, которые французы во время войн похитили из разных музеев и хранилищ, они должны были возвратить по принадлежности. В дополнительной статье державы обязались принять меры к ликвидации работорговли. Особым актом державы гарантировали нейтралитет и неприкосновенность территории Швейцарии; другим особым актом четыре союзных державы обязались, в случае нужды, силой оружия поддерживать основы Парижского мира и ни в каком случае не допускать членов семейства Бонапартов на трон Франции.
По 30 тысяч солдат для оккупации выделили Англия, Россия, Австрия и Пруссия, 10 тысяч выделила Бавария, по 5 тысяч — Дания, Саксония и Вюртемберг.
Русские казаки в предместьях Парижа купали своих лошадей в Сене и нагишом купались в ней сами, жарили мясо в общественных садах. За пределами Парижа нередки были случаи ограбления и оскорбления русскими солдатами местных жителей; порой доходило и до стычек, сексуального насилия и убийств, как свидетельствуют судебные архивы (в частности, дело об изнасиловании и убийстве русскими солдатами в сентябре 1817 года француженки Элизабет Делеок) Русские солдаты и офицеры часто пользовались сексуальными услугами парижских проституток, в том числе чернокожих.

## Русский оккупационный корпус
В русский оккупационный корпус входили 9-я и 12-я пехотные дивизии, 3-я драгунская дивизия, два донских казачьих полка, пионерная рота, 2 запасных артиллерийских парка, конно-батарейная рота и подвижной магазин. Всего в корпусе было 36 334 человека, включая и невоеннообязанных. Командующим корпусом был назначен генерал-адъютант граф Михаил Воронцов, начальником штаба — генерал-майор М. И. Понсет.
Первоначально русский оккупационный корпус был расквартирован в департаментах: Мёрт, Мозель, Мец, Марна и Верхняя Марна, а корпусная штаб-квартира располагалась в городе Нанси. 25 ноября герцог Веллингтон подписал распоряжение о передвижении корпуса к бельгийской границе. Теперь русская оккупационная зона раскинулась вдоль северной границы Франции на территории длиной в 120 километров и шириной от 20 до 60 километров. На французских картах и сегодня встречаются русские названия: «Русский редут» («Fort des Russes»), «Русское кладбище» («Cimetiere des Russes»), «Русская тропа» («Chemin des Russes»). Корпусная квартира размещалась в крепости Мобёж.
В первое время с момента размещения со стороны русских войск наблюдались бесчинства в отношении местных жителей. Начало 1816 года ознаменовалось со стороны русских рядом актов насилия. Уполномоченный французского правительства при русском оккупационном корпусе маркиз Бросар доложил об этих случаях Э. О. Ришельё, ставшему в 1815 году председателем совета министров Франции. «Начало расквартирования русских оказалось неблагополучным, — писал ему Бросар. — Сбылось то, что я, к сожалению, предвидел. В округе Авена царит неописуемый беспорядок. Он не меньше в округе Камбрэ». На насилие и жестокое обращение солдат с жителями жаловались мэры городка Монтиньи и сел Сен-Мартен, Вандежен и Сен-Супле. А из Живе и Шарлемона сообщили префекту города Камбрэ о том, что прибытие русских «еще усугубило страдание жителей; многие из них покинули свои дома и можно ожидать массового бегства населения». Заместитель мэра этого города заявил генералу Г. И. Лисаневичу, что «русские военные части ведут себя не как дружеские войска, а с неограниченным произволом, будто бы они вступили в неприятельскую страну.». Тем не менее достаточно быстро командующему корпусом удалось навести порядок и прекратить преступления. При выводе корпуса из Франции ряд мэров французских городов поднесли командующему корпусом М. С. Воронцову специально отчеканенные благодарственные медали.
В октябре 1818 года русский корпус перед выводом из Франции посетил император Александр I. 15 октября 1818 года русский оккупационный корпус покинул Францию в связи с завершением периода оккупации.
За время пребывания во Франции из состава корпуса умерло 691 человек, погибло в разных происшествиях — 16, утонуло — 21, расстреляны по приговорам военных судов — 7, дезертировало 280 солдат (из которых вернулись сами в полки 155 человек).